# Eddy De Leeuw
Eduard (Eddy) De Leeuw (Bambrugge, 16 juni 1956 – Asse, 26 november 2015) was een Belgische atleet, die gespecialiseerd was in de sprint. Hij nam eenmaal deel aan de Olympische Spelen en veroverde twee Belgische titels.

## Biografie
De Leeuw nam in 1977 en 1978 op de 400 m deel aan de Europese indoorkampioenschappen. Alleen in 1977 overleefde hij de reeksen. In 1978 nam hij ook outdoor deel aan de Europese kampioenschappen in Praag. Hij haalde de halve finales op de 400 m en werd uitgeschakeld in de reeksen van de 4 x 400 m.
Samen met Danny Roelandt, Rik Vandenberghe en Fons Brydenbach verbeterde De Leeuw in 1979 het Belgisch record op de 4 x 400 m. Ook in 1980 verbeterde hetzelfde kwartet het Belgisch record en plaatste zich hiermee voor de Olympische Spelen in Moskou. Een fout in de laatste stokwissel kostte hen de finaleplaats. In 1981 stelden ze het Belgisch record nogmaals bij, dat pas in 2008 verbeterd werd.
Individueel werd De Leeuw in 1980 Belgisch kampioen op de 400 m. Op de Olympische Spelen haalde hij de kwartfinale. In 1983 veroverde hij een tweede Belgische titel.
De Leeuw overleed op 26 november 2015 op de palliatieve afdeling van het ziekenhuis van Asse aan de gevolgen van een slopende ziekte.

## Clubs
De Leeuw was aangesloten bij Vlierzele Sportief.

## Belgische kampioenschappen
| Onderdeel | Jaar       |
| --------- | ---------- |
| 400 m     | 1980, 1983 |

## Persoonlijk record
| Onderdeel | Prestatie | Datum            | Plaats  |
| --------- | --------- | ---------------- | ------- |
| 400 m     | 46,10 s   | 28 augustus 1981 | Brussel |

## Palmares

### 400 m
- 1975: 7e in serie EK U20 in Athene – 48,86 s
- 1977: DNS ½ fin. EK indoor in San Sebastian
- 1978: 3e in serie EK indoor in Milaan – 48,34 s
- 1978: 6e ½ fin. EK in Praag – 47,17 s
- 1980:  BK AC – 46,28 s
- 1980: 6e ¼ fin. OS in Moskou – 46,47 s
- 1981:  BK AC – 46,66 s
- 1983:  BK AC – 47,60 s

### 4 x 400 m
- 1978: 5e in serie EK in Praag – 3.08,00
- 1980: DNF OS in Moskou